# Klein Wiershausen

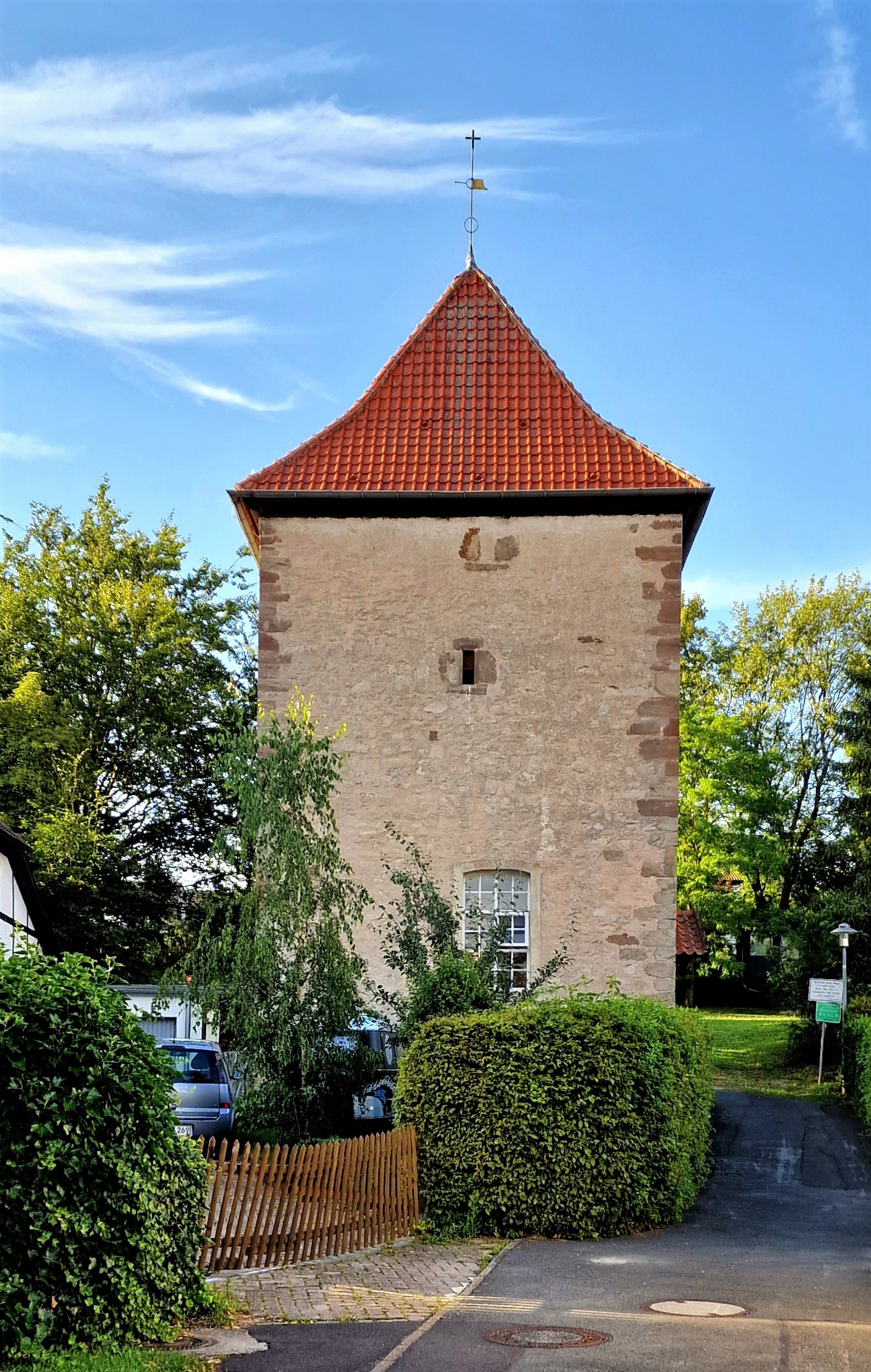
Ev.-luth. Kapelle in Klein Wiershausen, Ansicht von Süden

Klein Wiershausen ist ein Ortsteil der Gemeinde Rosdorf im Landkreis Göttingen in Niedersachsen.

## Lage
Klein Wiershausen liegt am nordöstlichen Rand des Naturparks Hann. Münden. Der Ort liegt zwischen der A 7, die 4,5 km entfernt östlich verläuft, und der B 3 von Göttingen nach Hann. Münden, die nördlich 1 km entfernt verläuft.

## Geschichte
Am 1. Januar 1973 wurde Klein Wiershausen in die Gemeinde Rosdorf eingegliedert. Der Ortschaft wurde kein Wappen verliehen.

## Politik

### Ortsrat
Klein Wiershausen hat einen fünfköpfigen Ortsrat, der seit der Kommunalwahl 2021 ausschließlich von Mitgliedern der „Bürgerliste Klein Wiershausen“ besetzt ist.

### Ortsbürgermeister
Ortsbürgermeister ist Jens Hartwig (BKW).

## Kultur und Sehenswürdigkeiten

### Kapelle
Der dreigeschossige Turmbau hat eine Grundfläche von 8 m mal 8 m. Das Erdgeschoss war ehemals überwölbt.

### Rock am Waggon
Von 2005 bis 2014 fand in Klein Wiershausen jährlich das Open-Air-Festival „Rock am Waggon“ statt.